# ديان فارس
ديان فارس (بالإنجليزية: Diane Varsi)‏ هي راقصة باليه وممثلة أمريكية، ولدت في 23 فبراير 1938 في الولايات المتحدة، وتوفيت في 19 نوفمبر 1992 بهوليوود في الولايات المتحدة.

## أعمال

### أفلام
- (1957) موضع بايتون

## ترشيحات
- جائزة الأوسكار لأفضل ممثلة مساعدة، عن عمل: موضع بايتون (1957)

## وصلات خارجية
- ديان فارس على موقع IMDb (الإنجليزية)
- ديان فارس على موقع ألو سيني (الفرنسية)
- ديان فارس على موقع تيرنر كلاسيك موفيز (الإنجليزية)
- ديان فارس على موقع أول موفي (الإنجليزية)
- ديان فارس على موقع قاعدة بيانات الأفلام السويدية (السويدية)
- ديان فارس على موقع إن إن دي بي (الإنجليزية)
- ديان فارس على موقع قاعدة بيانات الفيلم (الإنجليزية)
- ديان فارس على موقع كينوبويسك (الروسية)